# Lynx Air
Lynx Air, anteriormente llamada Enerjet (1263343 Alberta Inc.), fue una aerolínea chárter de ultra bajo costo con sede en el Aeropuerto Internacional de Calgary en Calgary, Alberta, Canadá. La aerolínea cesó sus operaciones el 26 de febrero del 2024. La aerolínea se compromete a transportar trabajadores de la arena de petróleo a los sitios de trabajo en Alberta y la contratación a Tour operadores y vacaciones. La aerolínea comenzó operaciones en la primavera de 2009.

## Historia
Enerjet se formó originalmente en 2006 por un pequeño grupo de empresarios que abordaban lo que percibían como una brecha en el servicio prestado por las principales aerolíneas canadienses, WestJet y Air Canada, en el centro de Canadá. Cuando se planificó, se conocía como NewAir and Tours hasta el 20 de octubre de 2008, cuando NewAir y Tours revelaron su nombre y logotipo corporativo para denominarse Enerjet. Enerjet fue fundada por nueve personas, incluyendo a Tim Morgan, exvicepresidente de WestJet.  El 28 de noviembre de 2008, Enerjet recibió el Certificado de Operador Aéreo (AOC) y la Licencia de Operadores Aéreos otorgada por la Agencia Canadiense de Transporte.

### FlyToo
FlyToo es un nombre temporal para una subsidiaria propuesta de Enerjet, que anticipa las operaciones de inicio cuando sea capitalizada adecuadamente. Se espera que sea una Aerolínea de Ultra Bajo Costo (AUBC), con tarifas adicionales por servicios como equipaje facturado o de mano Se dirigirá a los canadienses que viajan a través de las líneas aéreas de Estados Unidos o son viajeros poco frecuentes. La aerolínea tiene dificultades porque la ley dice que el 75% de la financiación y la propiedad debe ser canadiense, leyes hechas para ayudar a Air Canada, además del comportamiento depredador de Air Canada y Westjet, según el CBC. El 3 de noviembre de 2016, el ministro de Transporte Marc Garneau aprobó la solicitud de Enerjet de exención de las actuales reglas de propiedad extranjera, lo que le permitió a la aerolínea acceder al capital necesario para comenzar a operar.

## Antiguos destinos
| Países         | Destinos      | Aeropuertos                                         | Notas                                        |
| -------------- | ------------- | --------------------------------------------------- | -------------------------------------------- |
| Canadá         | Calgary       | Aeropuerto Internacional de Calgary                 | HUB                                          |
| Canadá         | Charlottetown | Aeropuerto de Charlottetown                         | Planeado antes del cese, pero nunca iniciado |
| Canadá         | Edmonton      | Aeropuerto Internacional de Edmonton                | Estacional                                   |
| Canadá         | Fredericton   | Aeropuerto del Gran Fredericton                     |                                              |
| Canadá         | Halifax       | Aeropuerto Internacional de Halifax-Stanfield       |                                              |
| Canadá         | Hamilton      | Aeropuerto Internacional de Hamilton-Munro          |                                              |
| Canadá         | Kelowna       | Aeropuerto Internacional de Kelowna                 |                                              |
| Canadá         | Montreal      | Aeropuerto Internacional Pierre Elliott Trudeau     |                                              |
| Canadá         | Ottawa        | Aeropuerto Internacional de Ottawa                  | Planeado antes del cese, pero nunca iniciado |
| Canadá         | Quebec        | Aeropuerto Internacional Jean-Lesage de Quebec      | Planeado antes del cese, pero nunca iniciado |
| Canadá         | Regina        | Aeropuerto Internacional de Regina                  | Planeado antes del cese, pero nunca iniciado |
| Canadá         | San Juan      | Aeropuerto Internacional de San Juan de Terranova   |                                              |
| Canadá         | Toronto       | Aeropuerto Internacional Toronto Pearson            | HUB                                          |
| Canadá         | Vancouver     | Aeropuerto Internacional de Vancouver               |                                              |
| Canadá         | Victoria      | Aeropuerto Internacional de Victoria                |                                              |
| Canadá         | Winnipeg      | Aeropuerto Internacional James Armstrong Richardson |                                              |
| Estados Unidos | Boston        | Aeropuerto Internacional Logan                      | Planeado antes del cese, pero nunca iniciado |
| Estados Unidos | Fort Myers    | Aeropuerto Internacional de Florida Suroccidental   |                                              |
| Estados Unidos | Las Vegas     | Aeropuerto Internacional Harry Reid                 |                                              |
| Estados Unidos | Los Ángeles   | Aeropuerto Internacional de Los Ángeles             |                                              |
| Estados Unidos | Orlando       | Aeropuerto Internacional de Orlando                 |                                              |
| Estados Unidos | Phoenix       | Aeropuerto Internacional de Phoenix-Sky Harbor      | Estacional                                   |
| Estados Unidos | San Francisco | Aeropuerto Internacional de San Francisco           | Planeado antes del cese, pero nunca iniciado |
| Estados Unidos | Tampa         | Aeropuerto Internacional de Tampa                   |                                              |
| México         | Cancún        | Aeropuerto Internacional de Cancún                  |                                              |

## Flota histórica

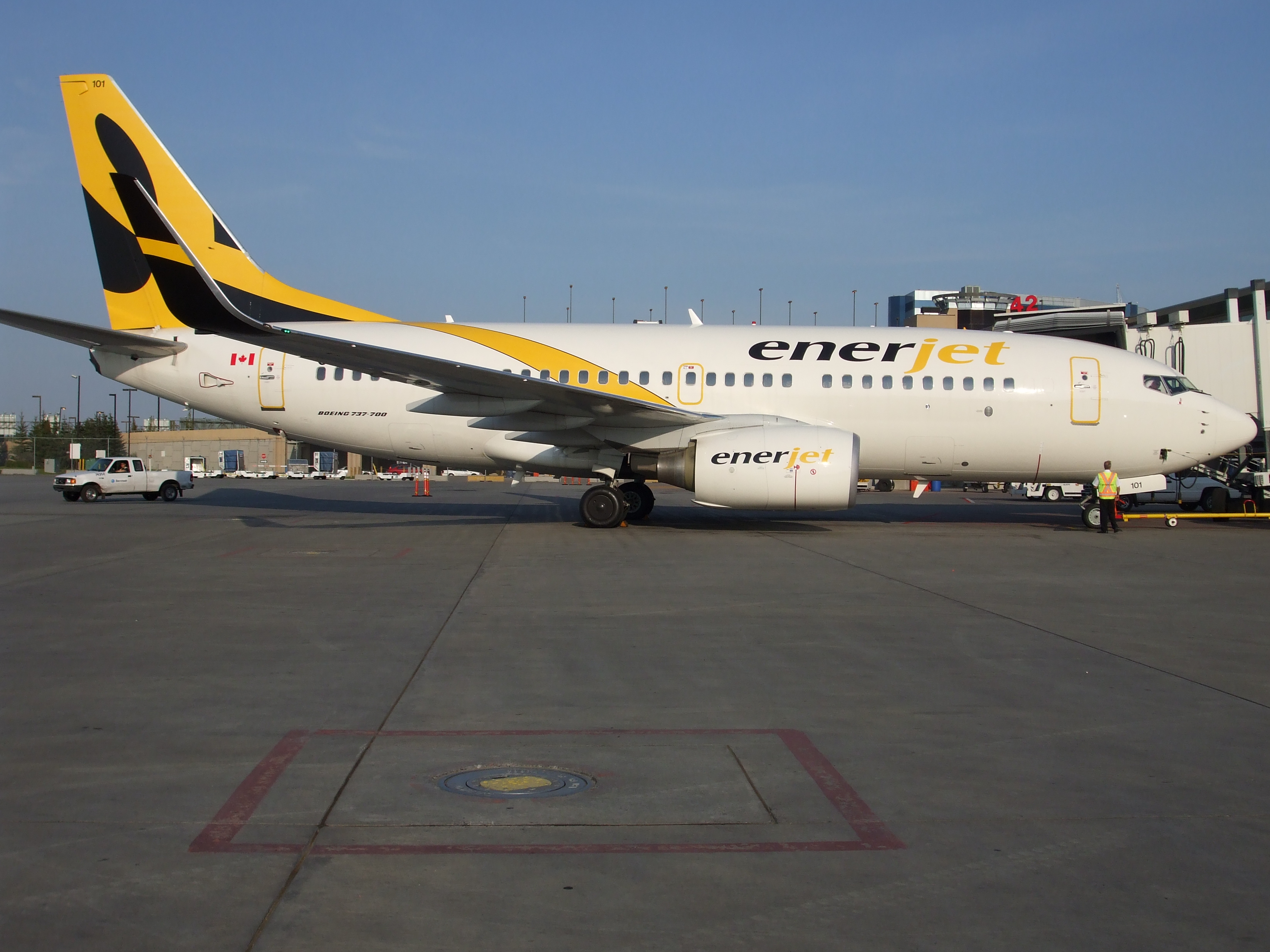
Un Boeing 737-700 de Enerjet en el Aeropuerto Internacional de Calgary, Alberta, Canadá. (2009)

| Aeronaves                            | En servicio | Introducido | Retirado | Matrículas                                                              |
| ------------------------------------ | ----------- | ----------- | -------- | ----------------------------------------------------------------------- |
| Boeing 737-700                       | 7           | 2008        | 2017     | C-FENJ, C-FKEJ, C-FYEJ, C-GBEJ, C-GDEJ, C-GOEJ y C-GZEJ                 |
| Boeing 737-800                       | 2           | 2011        | 2014     | PH-HZE y PH-HZX                                                         |
| Boeing 737 MAX 8                     | 9           | 2022        | 2024     | C-FTHF, C-FULH, C-FULI, C-FULJ, C-GJHK, C-GJSL, C-GLYX, C-GULN y C-GUUL |
| De Havilland Canada DHC-6 Twin Otter | 2           | 2017        | 2020     | C-GACU y C-GKTM                                                         |